# Poesía moderna

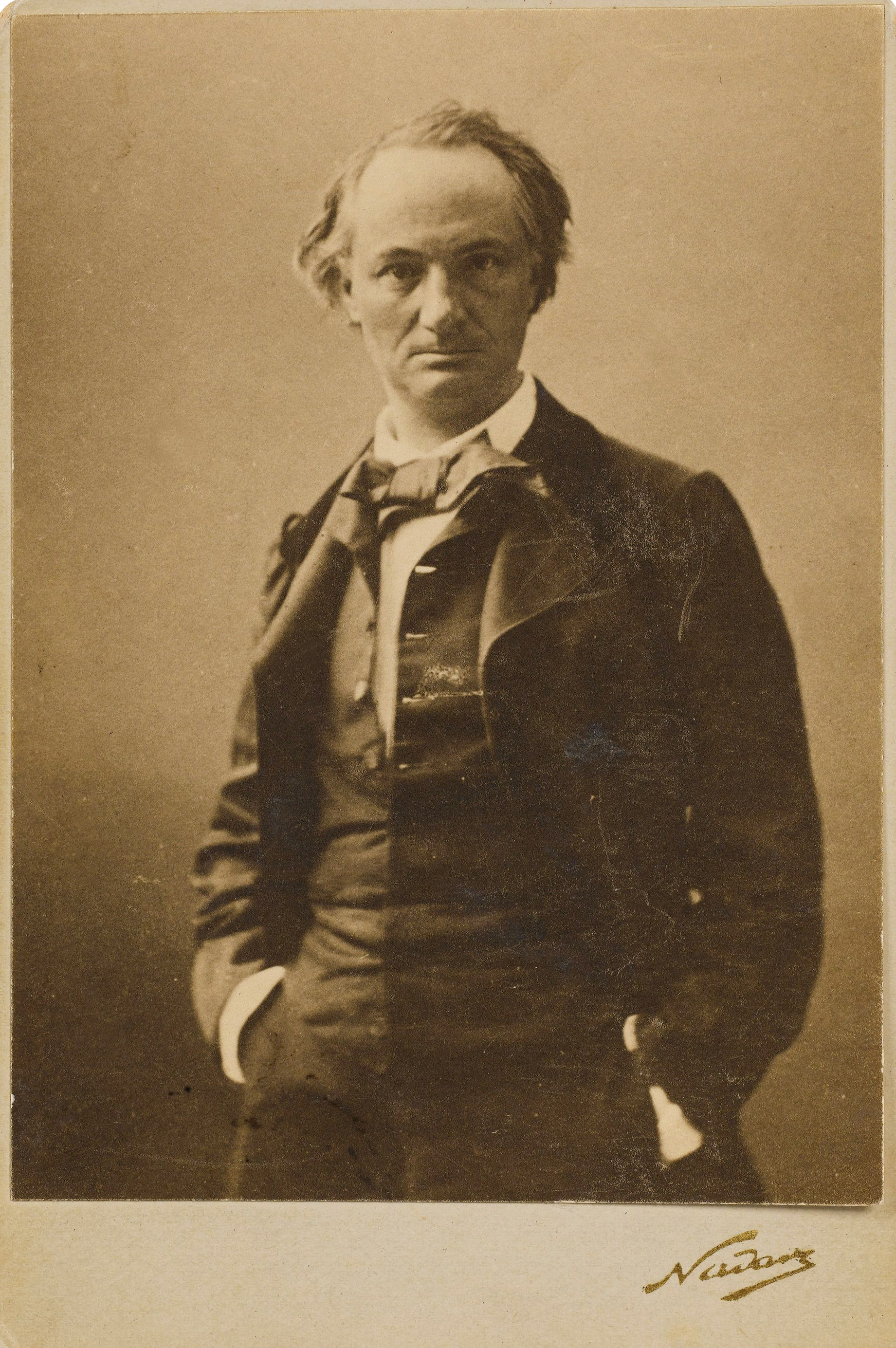
El poeta francés Charles Baudelaire.

El término poesía moderna, en sentido estricto, se aplica a la corriente poética que nace con autores como Charles Baudelaire o Walt Whitman, se encarna en el simbolismo francés y su variante hispanohablante (modernismo) y culmina en las llamadas vanguardias históricas (futurismo, ultraísmo, etc). En un sentido más extenso, que es el que usa Octavio Paz en sus ensayos, el término puede abarcar desde el pre-romanticismo germánico. Sin embargo, uno sólo puede definir al moderno desde la perspectiva de la innovación y la ruptura que empieza en Baudelaire y Whitman, por una razón historiográfica. 
Es importante decir que el término modernismo es usado en varios países para referirse a estilos y periodos muy distintos. 
Los primeros poetas modernos defendieron la poesía innovadora, rompiendo con el clásico o cambiándolo y persiguieron la belleza en el original a comparación de lo que pasaba antes del final del siglo XIX, cuando la poesía era más rebuscada y tenía reglas fijas. 
Por esto, Octavio Paz también dice que hay una tradición de ruptura en la cual el moderno se introduce, y con esta tradición podremos definir la poesía moderna, incluyendo en ella la poesía neomodernista que viene después de los comienzos del siglo XX hasta hoy, bien como algunos precursores del moderno, las vanguardias y los modernismos de varios países.
- Datos: Q2891671